# Anomalía de Ebstein
La anomalía de Ebstein es una enfermedad del corazón que se incluye dentro de las cardiopatías congénitas por estar presente desde el nacimiento. Se caracteriza por una alteración en el desarrollo de la válvula tricúspide (separa la aurícula derecha del ventrículo derecho) . El nombre de la afección procede del médico prusiano Wilhelm Ebstein que en 1866 realizó la primera descripción tras realizar la autopsia de un varón de 19 años.

Vista frontal de un corazón humano normal. Las flechas blancas indican el flujo normal de la sangre. 1. Aurícula derecha; 2. Aurícula izquierda; 3. Vena cava superior; 4. Arteria aorta; 5. Arterias pulmonares, izquierda y derecha; 6. Venas pulmonares; 7. Válvula mitral; 8. Válvula aórtica; 9. Ventrículo izquierdo; 10. Ventrículo derecho; 11. Vena cava inferior; 12. Válvula tricúspide; 13. Válvula pulmonar.

## Frecuencia
Es muy poco frecuente, alrededor de 0.2-0.7 casos cada 10 000 niños nacidos. Se asocia al tratamiento con sales de litio durante el embarazo, pero este riesgo es menor de lo que se pensaba anteriormente  (riesgo absoluto de anomalía de Ebstein 6/1000). La incidencia de recurrencia es mayor en los hijos de mujeres afectadas (6 %) que en los de hombres afectados (1 %).

## Clínica
Se caracteriza por una alteración en el desarrollo de la válvula tricúspide que tiene una estructura y localización anómala, de tal forma que se encuentra situada en la región apical del ventrículo derecho y cumple mal su función, hasta el 50% de los pacientes presentan otras alteraciones cardíacas como comunicación interauricular. Los niños afectados sufren  insuficiencia cardiaca que se manifiesta por diversos síntomas, entre ellos palpitaciones y disnea (ahogo, dificultad respiratoria), también es frecuente la cianosis. El 25 % de los pacientes con anomalía de Ebstein se acompaña de una conducción anómala cardíaca como el síndrome de  Wolff-Parkinson-White.

## Diagnóstico
El diagnóstico se sospecha por los síntomas y la exploración del paciente. Se confirma mediante la realización de una ecocardiografía del corazón.

## Tratamiento
El tratamiento generalmente recomendado es la cirugía cardiaca (anuloplastia), salvo en las formas leves.